# Egy királylány gyermekkora
Viktória – Egy királylány gyermekkora vagy Viktória – Egy királynő leánykora (eredeti német címe Mädchenjahre einer Königin) 1954-ben bemutatott osztrák romantikus történelmi film, amely Viktória királynő levelei, napló feljegyzései alapján készült.
A még igen fiatal Viktória királykisasszony (Romy Schneider) életének időszakával kezdődik, aki a Kensington-palota szigorú elzártságában éli mindennapjait édesanyjával a német Viktória szász–coburg–saalfeldi hercegnővel és annak udvartartásával.

## Cselekmény
|  | Alább a cselekmény részletei következnek! |

Viktóriát a jó neveltségre és a későbbi uralkodásra nevelik, miközben arról mélyen hallgatnak, hogy ő lesz a trón örököse, miután nagybátyja, IV. Vilmos király távozik az élők sorából. Viktória édesanyja igyekszik minél több elfoglaltsággal telezsúfolni lánya minden egyes szabad percét úgy, hogy éjjel-nappal felügyelet alatt áll. Még külön szobája sem lehet a kis Viktóriának, ehelyett édesanyjával egy szobában kell aludnia a palota nagyságának ellenére. Anyja túlságosan is féltette őt, ezért más gyerekektől elzárva nevelkedett az ún. „Kensington-rendszerben”, egy bonyolult szabály- és protokollrendszerben, amit a kenti hercegnő és ambiciózus titkára, Sir John Conroy dolgozott ki. A lány egyedül nevelőnőjét Lehzen bárónőt engedi magához közel, akitől megtudja, hogy ő lesz Anglia következő uralkodója, miután IV. Vilmos király elhunyt. Nem oly sokára a hajnali órákban két futár érkezik Lord Conyngham és a canterburyi érsek személyében a Kensington-palotába, hogy elhozzák a hírt IV. Vilmos király haláláról és hogy hódolatukat és tiszteletüket fejezzék ki az ifjú királynőnek, Viktóriának. Miután az ifjú királynő leteszi a királyi esküjét, mindenki nyomást szeretne gyakorolni rá, de legjobban édesanyjával és Sir John Conroyjal az élen, aki anyja szeretője volt, így Viktória kitiltja a férfit a királyi palotából és környezetéből is. Mivel Viktória trónra lépése idején a kormányt a whig párti miniszterelnök, Lord Melbourne irányítja, így az ifjú királynő bizalmat szavaz neki, akire mint második apjára tekint. Viktória gyakran támaszkodik az államférfi tanácsaira, de mivel egyre élesebben átlátja a szegénység kérdését és igyekszik jól vezetni az országot, így bizalmasa, Lord Melbourne arra ösztökéli a királynőt és a palotát, hogy ideje megházasodnia. A sok elvárás és a kiházasítás elől megszökni igyekvő királynő hirtelen ötlettel elutazik a második anyjaként szeretett Lehzen grófnővel Párizsba, de mivel utoléri őket egy nagy zivatar, így megszállnak az egyik út menti fogadóban, inkognitóban, mint egyszerű polgárok. Közben Viktória megismerkedik a szintén inkognitóban megszállt Albert herceggel, aki német diáknak adja ki magát. A két fiatal első látásra egymásba szeret. Miután Albert még az éjjel kijelenti útitársának, Lanthman professzornak, hogy ő nem megy Londonba elvenni Viktória királynőt, ehelyett ezt a lányt veszi el, akit ma este ismert meg a fogadóban, így még az éjjel a professzor elmegy a lányhoz és meggyőzi hogy még az éjjel utazzanak el nénikéjével a fogadóból, mert ez a fiatal úr valójában nem német diák, hanem a német Albert herceg, aki Londonba tart Viktória kegyeiért. Viktória ennek a hírnek hallatára még az éjjel mindent elhallgatva teljes inkognitóban visszautazik a Kensington-palotába.
Másnap Viktória királynő tiszteletére bált tartanak, tele hercegekkel, akik Viktória kegyét igyekszenek elnyerni. Az utolsó pillanatban érkezik meg Albert herceg a professzorral, amikor meglátják hogy Viktória királynő valójában az a kis fogadóban megismert lányka, hirtelen felkavarodnak és Albert herceg is hibát hibára halmozva válaszol Viktóriának, miközben Johan Strauss keringőjére keringőznek, amire a lány úgy dönt, elhagyja a bált. Majd másnapra mégis Albert herceg után sóvárog és bevallja, hogy szerelmes. Albert szász–coburg–gothai herceg végül megjelenik a palotában és Viktória kitünteti őt a kezével.
|  | Itt a vége a cselekmény részletezésének! |

## Színészek
- Romy Schneider (Viktória)
- Magda Schneider (Lehzen bárónő)
- Adrian Hoven (Albert herceg)
- Christl Mardayn (Kent hercege)
- Karl Ludwig Diehl (Lord Melbourne)
- Rudolf Vogel (komornyik)